# معاملة المثليين في جزر مارشال
يواجه الأشخاص من المثليين والمثليات ومزدوجي التوجه الجنسي والمتحولين جنسياً (اختصاراً: LGBT) في جزر مارشال تحديات قانونية لا يواجهها غيرهم من المغايرين جنسيا.
أصبحت المثلية الجنسية قانونية منذ عام 2005، لكن المنازل التي يعيش فيها الشركاء المثليون غير مؤهلة للحصول على نفس الحماية القانونية المتاحة للأزواج المغايرين، حيث لايسمح بزواج المثليين ولا بالاتحادات المدنية، كما ولا تملك البلاد أي قوانين تحمي الأشخاص المثليين من التمييز.
قامت «مؤسسة الحقيقة الإنسانية» بإدراج جزر مارشال في المرتبة 88 بالنسبة لحقوق المثليين. وكان هذا مشابهاً لبلدان المحيط الهادئ الأخرى، مثل بالاو (86) وناورو (87) وولايات ميكرونيسيا المتحدة (90).
في عام 2011، وقعت جزر مارشال البيان المشترك بشأن إنهاء أعمال العنف وانتهاكات حقوق الإنسان ذات الصلة القائمة على التوجه الجنسي والهوية الجندرية في الأمم المتحدة، التي تدين العنف والتمييز ضد المثليين.

## قانونية النشاط الجنسي المثلي
يعتبر النشاط الجنسي المثلي قانونيا في جزر مارشال منذ عام 2005. كما يوجظ تساوي في السن القانوني للعلاقات الجنسية بغض النظر عن الجنس أو التوجه الجنسي.

## الاعتراف القانوني بالعلاقات المثلية
لا تعترف جزر مارشال بزواج المثليين أو بالاتحادات المدنية. يفتقر اشركاء المثليون إلى الاعتراف القانوني.

## الحماية من التمييز
لا توجد حماية قانونية ضد التمييز على أساس التوجه الجنسي أو الهوية الجندرية.
على الرغم من عدم وجود حماية ضد التمييز، لم ترد تقارير معروفة عن تمييز المجتمع ضد المثليين.
في عام 2016، تلقت جزر مارشال توصيات من ألمانيا وإسرائيل لحظر التمييز على أساس التوجه الجنسي والهوية الجندية.

## ظروف الحياة
لدى جزر مارشال حضور محدودة جدا للمثليين. في عام 2019، لا يزال لا يوجد منظمات للمثليين معروفة في البلاد. تميل المناقشات والحديث حول حقوق المثليين إلى أن يكون «شبه منعدم».
أكبر مجتمع ديني في جزر مارشال هو كنيسة المسيح المتحدة، والتي تسمح طائفتها الأمريكية بزواج المثليين، وتحمل وجهات نظر ليبرالية حول حقوق المثليين.
فيما يتعلق بفيروس نقص المناعة البشرية/الإيدز، فإن معدل الإصابة منخفض للغاية. وأدرجت وزارة الصحة فيروس نقص المناعة البشرية/الإيدز ضمن برامج التثقيف الصحي المحلية، وتقدم عيادات الصحة العامة اختبارات مجانية.
جزر مارشال هي موطن لمجتمع ثقافي ينتمي إلى "الجنس الثالث"، والمعروف في اللغة المارشالية باسم «كاكول» (باللغة المارشالية: kakōļ). يشير المصطلح إلى الرجال الذين «يقومون بأدوار النساء» ويلبسون ويعيشون كالإناث. يشير مصطلح «جيرا» (باللغة المارشالية: jera) إلى العلاقات الوثيقة بين الأشخاص من شخص الجنس، وإن لم تكن بالضرورة علاقة رومانسية أو جنسية. يبدو أن هذه العلاقات، التي تُعرف أيضًا باسم «الروابط الذكورية»، يتم تقديرها من قبل المارشاليين.

## إحصائيات
أشارت دراسة استقصائية للشباب في عام 2006 إلى أن 4.3% من الشباب الذكور في جزر مارشال مارسوا الجنس مع شريك ذكر في وقت ما من حياتهم.
ووفقاً لتقديرات عام 2017 لبرنامج الأمم المتحدة المشترك لفيروس نقص المناعة البشرية/الإيدز، كان هناك حوالي 150 رجلاً يمارسون الجنس مع الرجال (MSM) في البلد، ونحو 100 شخص متحول جنسياً.

## ملخص
| قانونية النشاط الجنسي المثلي                                                             | منذ عام 2005)                                    |
| المساواة في السن القانوني للنشاط الجنسي                                                  | (منذ عام 2005)                                   |
| قوانين مكافحة التمييز في التوظيف                                                         | No                                               |
| قوانين مكافحة التمييز في توفير السلع والخدمات                                            | No                                               |
| قوانين مكافحة التمييز في جميع المجالات الأخرى (تتضمن التمييز غير المباشر، خطاب الكراهية) | No                                               |
| قوانين جرائم الكراهية تشمل التوجه الجنسي والهوية الجندرية                                | No                                               |
| زواج المثليين                                                                            | No                                               |
| الاعتراف القانوني بالعلاقات المثلية                                                      | No                                               |
| تبني أحد الشريكين للطفل البيولوجي للشريك الآخر                                           | No                                               |
| التبني المشترك للأزواج المثليين                                                          | No                                               |
| يسمح للمثليين والمثليات ومزدوجي التوجه الجنسي بالخدمة علناً في القوات المسلحة             | دولة بدون جيش                                    |
| الحق بتغيير الجنس القانوني                                                               | No                                               |
| علاج التحويل محظور على القاصرين                                                          | No                                               |
| الحصول على أطفال أنابيب للمثليات                                                         | No                                               |
| الأمومة التلقائية للطفل بعد الولادة                                                      | No                                               |
| تأجير الأرحام التجاري للأزواج المثليين من الذكور                                         | (محظور لجميع الأزواج بغض النظر عن التوجه الجنسي) |
| السماح للرجال الذين مارسوا الجنس الشرجي بالتبرع بالدم                                    | No                                               |